# Iultyini járás

Az Iultyini járás a Csukcs Autonóm Körzetben

Az Iultyini járás (oroszul Иультинский район, csukcs nyelven Ивылтин район) Oroszország egyik járása a Csukcs Autonóm Körzetben. Székhelye Egvekinot.

## Népesség
- 2010-ben 3 864 lakosa volt, akik főleg oroszok, csukcsok és eszkimók.